# (37959) 1998 HM62
1998 HM62 (asteroide 37959) é um asteroide da cintura principal. Possui uma excentricidade de 0.02953780 e uma inclinação de 2.84977º.
Este asteroide foi descoberto no dia 21 de abril de 1998 por LINEAR em Socorro.